# 欧拉正合列
在代数几何学中，欧拉正合列是环上的射影空间层构成的一个正合列。欧拉正合列实质上说明了凯勒微分层稳定同构于塞尔扭层的对偶的n重和。
欧拉正合列可以被推广到射影丛或者格拉斯曼丛上的情形。

## 正式表述
对于一个环{\displaystyle A}，一个层的短正合列
{\displaystyle 0\to \Omega _{\mathbb {P} _{A}^{n}/A}^{1}\to {\mathcal {O}}_{\mathbb {P} _{A}^{n}}(-1)^{\oplus n+1}\to {\mathcal {O}}_{\mathbb {P} _{A}^{n}}\to 0}
称其为欧拉正合列。

## 几何表述
假设环 {\displaystyle A} 是一个域，记作{\displaystyle k}， 则欧拉正合列等同于
{\displaystyle 0\to {\mathcal {O}}_{\mathbb {P} ^{n}}\to {\mathcal {O}}(1)^{\oplus (n+1)}\to {\mathcal {T}}_{\mathbb {P} ^{n}}\to 0}
其中最后一个非零项是切层。
设{\displaystyle V}是{\displaystyle k}上的n维向量空间，于是有
{\displaystyle 0\to {\mathcal {O}}_{\mathbb {P} (V)}\xrightarrow {f} {\mathcal {O}}_{\mathbb {P} (V)}(1)\otimes V\xrightarrow {g} {\mathcal {T}}_{\mathbb {P} (V)}\to 0}
这个短正合列可以被这样简单理解：中间的那一项是{\displaystyle V}上的一次齐次向量场的层。 这个层存在一个重要的截面：欧拉向量场。欧拉向量场可以通过把向量空间上的一个点与某个切向量唯一联系起来而得到。这个向量场在零次齐次函数上为0，因而在位似变换下不变。
一个定义在 {\displaystyle \mathbb {P} (V)}内的某个开集上的函数通过拉回局部诱导了一个{\displaystyle V}上的零次齐次函数。将这样的函数乘上欧拉向量场，能得到一次齐次向量场，这即是态射{\displaystyle f}的定义。
对于态射{\displaystyle g}，回忆 {\displaystyle \mathbb {P} (V)}内某个开集上的一个向量场可以被定义为这个开集上的函数的导子。 在拉回到V之后，它等价于一个保持零次齐次函数的U的原像。于是能以相同的方式得到 {\displaystyle \mathbb {P} (V)}上的任意一个向量场。
同时，可以验证 {\displaystyle \mathrm {Im} \ f=\mathrm {Ker} \ g}，该序列正合。

## 射影空间的典范线丛
在取外积的幂之后，能发现一个射影空间的典范线丛由
{\displaystyle \omega _{\mathbb {P} _{A}^{n}/A}={\mathcal {O}}_{\mathbb {P} _{A}^{n}}(-(n+1))}
给出。事实上，射影空间是Fano簇，这是因为该线丛是反丰沛的，且没有非零全局截面，于是线丛的几何亏格为0。
利用欧拉正合列能够发现这一点，同时注意对于任何形如 {\displaystyle 0\to {\mathcal {E}}'\to {\mathcal {E}}\to {\mathcal {E}}''\to 0} 的短正合列，有行列式公式
{\displaystyle {\text{det}}({\mathcal {E}})={\text{det}}({\mathcal {E}}')\otimes {\text{det}}({\mathcal {E}}'')}

## 用于陈类的计算
欧拉正合列可以被用于计算射影空间的陈类。当给定一个凝聚层的短正合列
{\displaystyle 0\to {\mathcal {E}}'\to {\mathcal {E}}\to {\mathcal {E}}''\to 0},
利用公式 {\displaystyle c({\mathcal {E}})=c({\mathcal {E}}')\cdot c({\mathcal {E}}'')}，能计算 {\displaystyle {\mathcal {E}}} 的陈类 。举例而言，在 {\displaystyle \mathbb {P} ^{2}}上，
{\displaystyle {\begin{aligned}c(\Omega _{\mathbb {P} ^{2}}^{1})&={\frac {c({\mathcal {O}}(-1)^{\oplus (2+1)})}{c({\mathcal {O}})}}\\&=(1-[H])^{3}\\&=1-3[H]+3[H]^{2}-[H]^{3}\\&=1-3[H]+3[H]^{2}\end{aligned}}}
其中 {\displaystyle [H]}表示周环{\displaystyle A^{\bullet }(\mathbb {P} ^{2})} 里的超平面类。利用短正合列
{\displaystyle 0\to \Omega ^{2}\to {\mathcal {O}}(-2)^{\oplus 3}\to \Omega ^{1}\to 0}
使用相同的公式，可得到
{\displaystyle {\begin{aligned}c(\Omega ^{2})&={\frac {c({\mathcal {O}}(-2)^{\oplus 3})}{c(\Omega ^{1})}}\\&={\frac {(1-2[H])^{3}}{1-3[H]+3[H]^{2}}}\\\end{aligned}}}